# Yasuyuki Konno
Yasuyuki Konno (jap. 今野泰幸 Konno Yasuyuki; ur. 25 stycznia 1983 w Sendai) – japoński piłkarz występujący na pozycji pomocnika, zawodnik Júbilo Iwata.

## Życiorys

### Kariera klubowa
W swojej karierze był zawodnikiem klubów: Hokkaido Consadole Sapporo, F.C. Tokyo i Gamba Osaka.
17 lipca 2019 podpisał kontrakt z japońskim klubem Júbilo Iwata, umowa do 31 stycznia 2021.

### Kariera reprezentacyjna
Był reprezentantem Japonii w kategoriach wiekowych U-20 i U-23.
W seniorskiej reprezentacji Japonii zadebiutował 3 sierpnia 2005 na stadionie Daejon World Cup (Daejeon, Korea Południowa) podczas Pucharu Azji Wschodniej przeciwko reprezentacji Chin.

## Sukcesy

### Klubowe
F.C. Tokyo
- Zwycięzca J.League Division 2: 2011
- Zwycięzca Pucharu Japonii: 2011
- Zwycięzca Pucharu Ligi Japońskiej: 2004, 2009
- Zwycięzca Copa Suruga Bank: 2010

Gamba Osaka
- Zwycięzca J.League Division 1: 2014
- Zdobywca drugiego miejsca J1 League: 2015
- Zwycięzca J.League Division 2: 2013
- Zwycięzca Pucharu Japonii: 2014, 2015
- Zdobywca drugiego miejsca Pucharu Japonii: 2012
- Zwycięzca Pucharu Ligi Japońskiej: 2014
- Zdobywca drugiego miejsca Pucharu Ligi Japońskiej: 2015, 2016
- Zwycięzca Superpucharu Japonii: 2015
- Zdobywca drugiego miejsca Superpucharu Japonii: 2016
- Zdobywca drugiego miejsca Copa Suruga Bank: 2015

### Reprezentacyjne
Japonia
- Zwycięzca Pucharu Azji: 2011
- Zdobywca drugiego miejsca Pucharu Azji Wschodniej: 2005, 2008, 2017
- Zwycięzca Kirin Cup: 2008, 2009, 2011